# Глини Закарпатської області
Глини Закарпатської області

## Каолін
У межах Берегівського горбогір'я виявлені поклади високоякісного каоліну. Цінними для цього є невеликий вміст окисів заліза і титану, висока білизна (Берегівське родовище), а також високі пластичні властивості (Квасівське і Мужієвське родовища). Це дає можливість виготовляти керамічні вироби з каолінів горбогір'я без підшихтовки каолінами з інших регіонів. Вони можуть успішно використовуватись не тільки у порцеляно-фаянсовій промисловості, але і як наповнювач при виробництві паперу, білого цементу. Берегівське родовище каоліну розробляється СП «Керамнадра». Перспективи для виявлення родовищ каоліну існує в межах косинської, Заставнянської та Дідівської гір.

## Бентонітові глини
Це високодисперсні, високопластичні породи, що мають високі зв'язуючі, сорбційні і тіксотропні властивості. Використовуються в ливарному виробництві для окомкування залізної руди та виготовлення ливарних форм, при бурінні свердловин, у тому числі разом з баритом Біганського родовища при бурінні свердловин на нафту та газ, в керамічній промисловості, як природні сорбенти, інгібітори, наповнювачі в різних галузях промисловості, для очистки сиропів, вин тощо.
В Закарпатті виявлено дуже рідкісні лужні (натрієві) бентоніти в р-ні с. Вишкове Хустського району і лужно-земельні (кальцієві) біля с. Ільниці Іршавського р-ну.
Лужні бентоніти попередньо розвідані і зараз досліджуються в інституті порцелянової промисловості. Запаси кат. Сі+Сз становлять приблизно 300 тис. т. Відробка їх можлива лише підземним способом.
Лужно-земельні бентоніти досліджені в НДІ інституті ливарного виробництва і придатні для використання у всіх вказаних вище галузях виробництв. Нині на родовищі ведуться розвідувальні роботи й дослідна експлуатація ТзОВ «Лігніт». На родовищі відкрито дослідний кар'єр. Запаси цієї ділянки родовища оцінюються в 0,8 млн т., родовища — 31,2 млн т.
Нині бентоніти рекомендується використовувати для обвалування дна і стінок сміттєсховищ, які створюються по всій області, пізніше для виготовлення бурових розчинів спільно з ТзОВ «Барит України» й експортувати в сусідні країни.

## Тугоплавкі глини
На границі Вигорлат-Гутинської вулканічної гряди і Чоп-Мукачівської низовини у вигляді окремих лінз поширені тугоплавкі глини світло-сірого та білого кольорів. Пошуково-розвідувальними роботами на цегельно-черепичні глини, будівельні піски та інші види корисних копалин вони виявлені в районах сіл Онок Виноградівського району, Мідяниця Іршавського району, Нове Село й Іванівці Мукачівського району, Чабанівка Ужгородського району, с. Квасово Берегівського району. Вказані глини мають високу пластичність (число пластичності 25—32) і високу температуру спікливості (1200—1380°С). Білі різновиди цих глин можуть використовуватись як пластифікатор у шахті при виготовленні порцеляно-фаянсових виробів, а інші — у виробництві кахлю. Найбільш оптимальні вироби з цих глин отримані при внесенні в шихту 25—35 % ліпаритового відсіву і 35—40 % берегівського каоліну.
Світлозабарвлені глини Чабанівського, Зняцівського, Мідянецького, Іванівцівського та Онокського родовищ є високоякісною тугуплавкою, високопластичною сировиною середньотемпературного спікання, можуть використовуватися в порцеляно-фаянсовому виробництві й вигідно експортуватися.